# 永加乡
永加乡，是中华人民共和国吉林省四平市双辽市下辖的一个乡镇级行政单位。

## 行政区划
永加乡下辖以下地区：
安边村、真固村、永加村、望杏村、忠信村、安仁村、洪源村、荣光村、集凤村和新凤村。